# August Mentzendorff
Otto August Mentzendorff (lettisch Augusts Mencendorfs; * 30. Dezember 1821 in Durben, Gouvernement Kurland; † 2. Oktober 1901 in Riga) war ein deutschbaltischer Kaufmann und Ältester der Großen Gilde in Riga.

## Leben

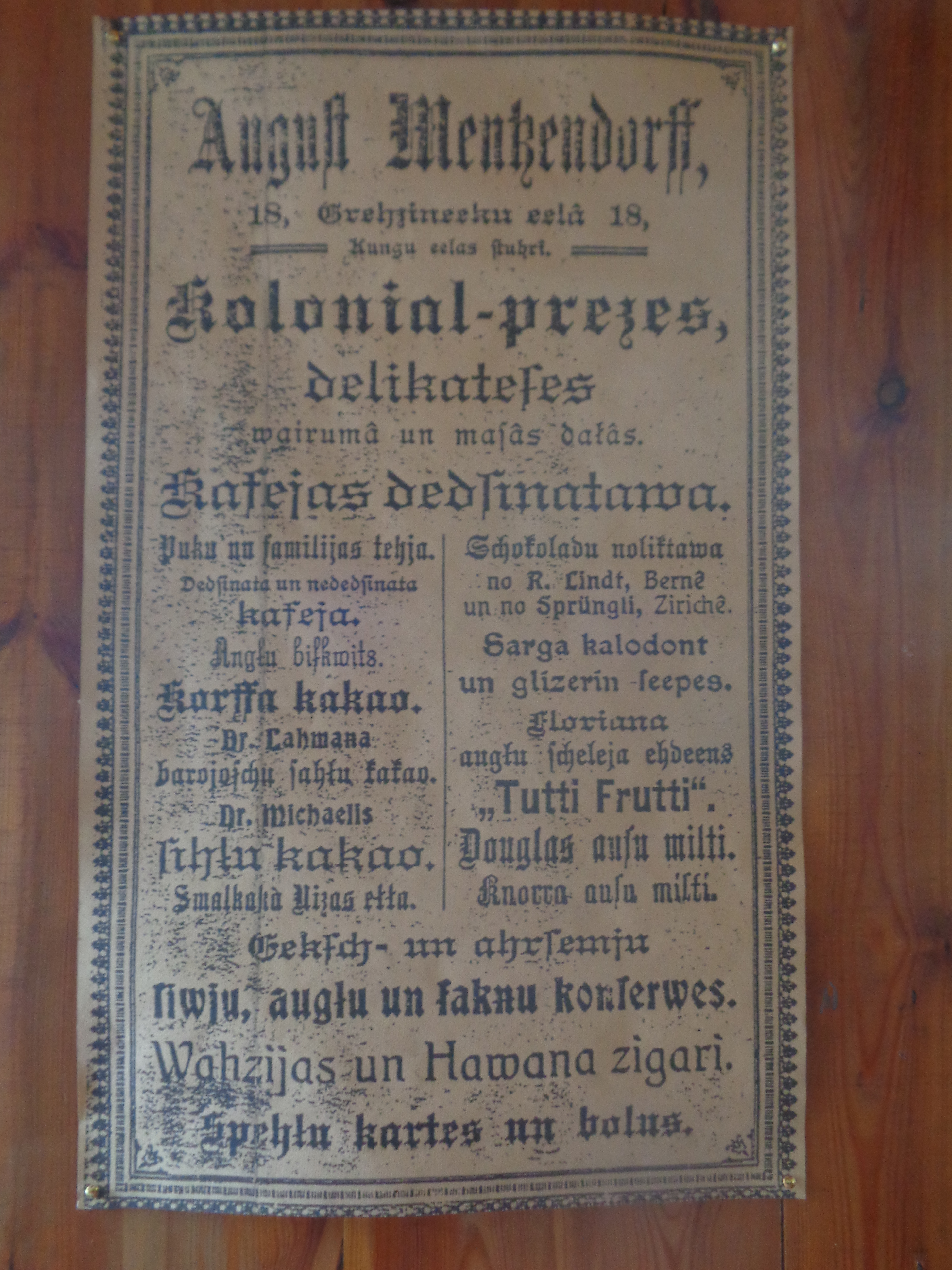
Zeitungsanzeige für Mentzendorffs Kolonialwaren-Laden

August Mentzendorff war der Sohn von Christian August (1784–1830) und Gertrud Helene Mentzendorff (1799–1840). Er hatte drei Schwestern.
Am 7. Juli 1865 eröffnete Mentzendorff in der Sünderstrasse 12 in Riga ein „Colonialwaaren- und Delicatessen-Geschäft“. Er vertrat unter anderem die Schokoladenfabriken Lindt & Sprüngli. Ab 1900 befand sich das Geschäft unter der Adresse Sünderstraße 18. Das Gebäude Sünderstr. 18 ist heutzutage als Mentzendorffhaus bekannt.
August Mentzendorff war eine stadtbekannte Persönlichkeit, die in die zeitgenössische Belletristik in Livland einging. Als Ideengeber und als Mäzen trug er maßgeblich zur Entwicklung des (deutschsprachigen) Theaters und des Musiklebens in Riga bei.
Ab 1864 gehörte August Mentzendorff zu den „Kaufleuten zweiter Gilde“ der rigaschen Kaufmannsgilde. Am 17. Februar 1870 wurde er „Ältester“ der Großen Gilde. Er war auch Mitglied der Gesellschaft für Geschichte und Altertumskunde der Ostseeprovinzen Russlands.

## Familie
August Mentzendorffs Tochter Emilie heiratete August Loeber.